# Callidula hypoleuca
Callidula hypoleuca es una polilla de la familia Callidulidae. Se encuentra en el archipiélago Bismarck de Papúa Nueva Guinea.